# Helena Mikołajczyk
Helena Mikołajczyk, née le 22 mai 1968 à Mszana Dolna, est une biathlète polonaise. 

## Carrière
Aux Championnats du monde 1993, elle obtient la médaille de bronze à la course par équipes en compagnie de Krystyna Liberda, Anna Stera et Zofia Kiełpińska.
Sa dernière course internationale a lieu aux Jeux olympiques de Lillehammer en 1994, où elle est 52e de l'individuel et onzième du relais.

## Palmarès

### Jeux olympiques
| Épreuve / Édition                | Individuel | Sprint | Relais |
| Jeux olympiques 1994 Lillehammer | 52e        | -      | 11e    |

### Championnats du monde
- Médaille de bronze par équipes aux Championnats du monde 1993.